# Chiese di Cerreto Sannita

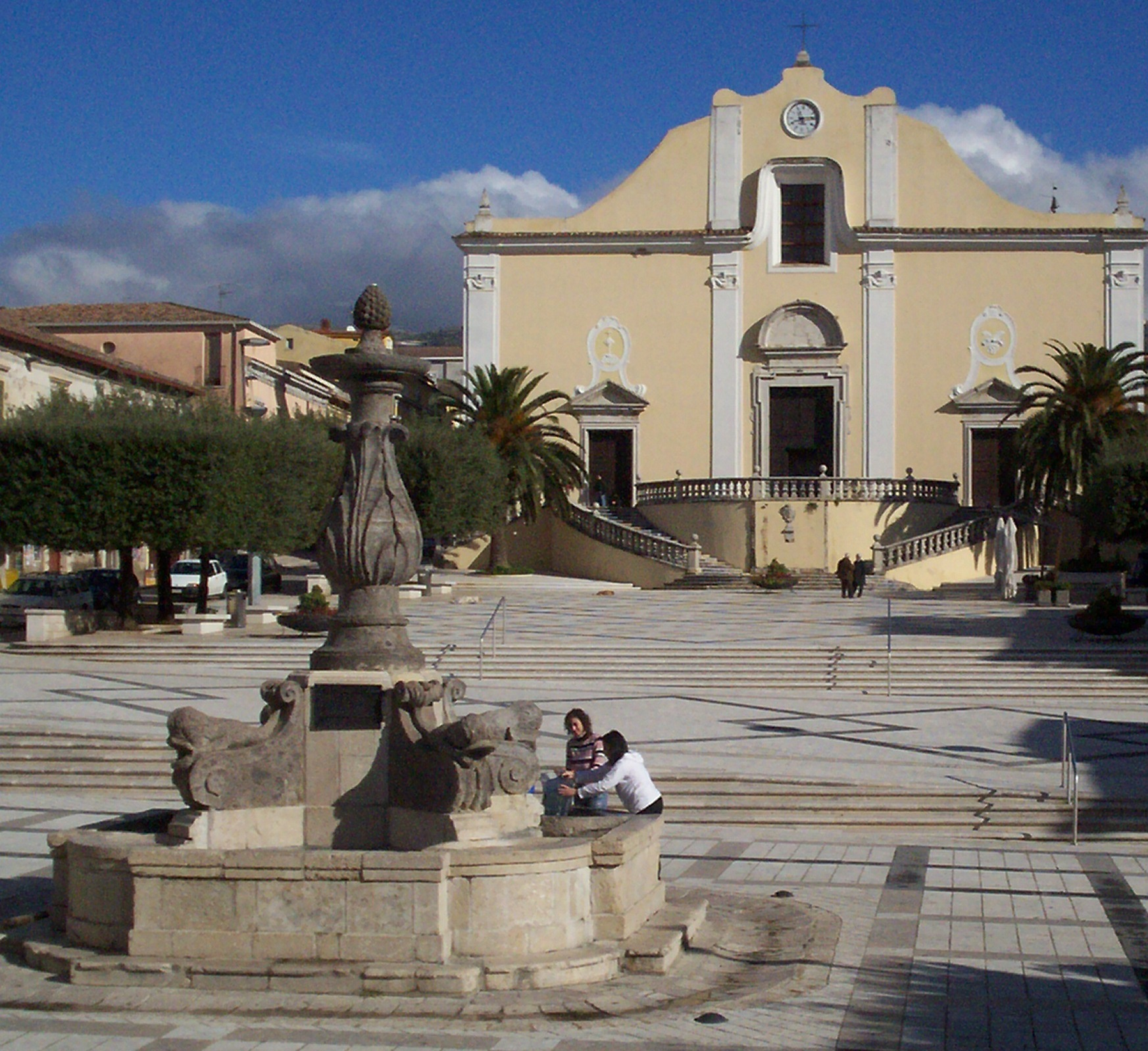
Piazza San Martino con l'omonima collegiata e la fontana dei Delfini

Le chiese di Cerreto Sannita sono state principalmente edificate a cavallo fra il XVII ed il XVIII secolo a seguito del terremoto del 5 giugno 1688 e della successiva ricostruzione del paese decretata dai feudatari Carafa ed eseguita dal regio ingegnere Giovanni Battista Manni. A finanziare la ricostruzione delle chiese furono principalmente le ricche confraternite e le famiglie dedite alla produzione ed al commercio della lana.
Lavorarono all'abbellimento delle chiese maestranze locali, napoletane e del nord Italia come il milanese Giovanni Borrelli per gli stucchi, il campano Carlo Amalfi ed il solopachese Lucantonio D'Onofrio per alcuni dipinti, Nicolò Russo ed i vari Marchitto per le pavimentazioni in maiolica. 

## Storia e aspetti artistici

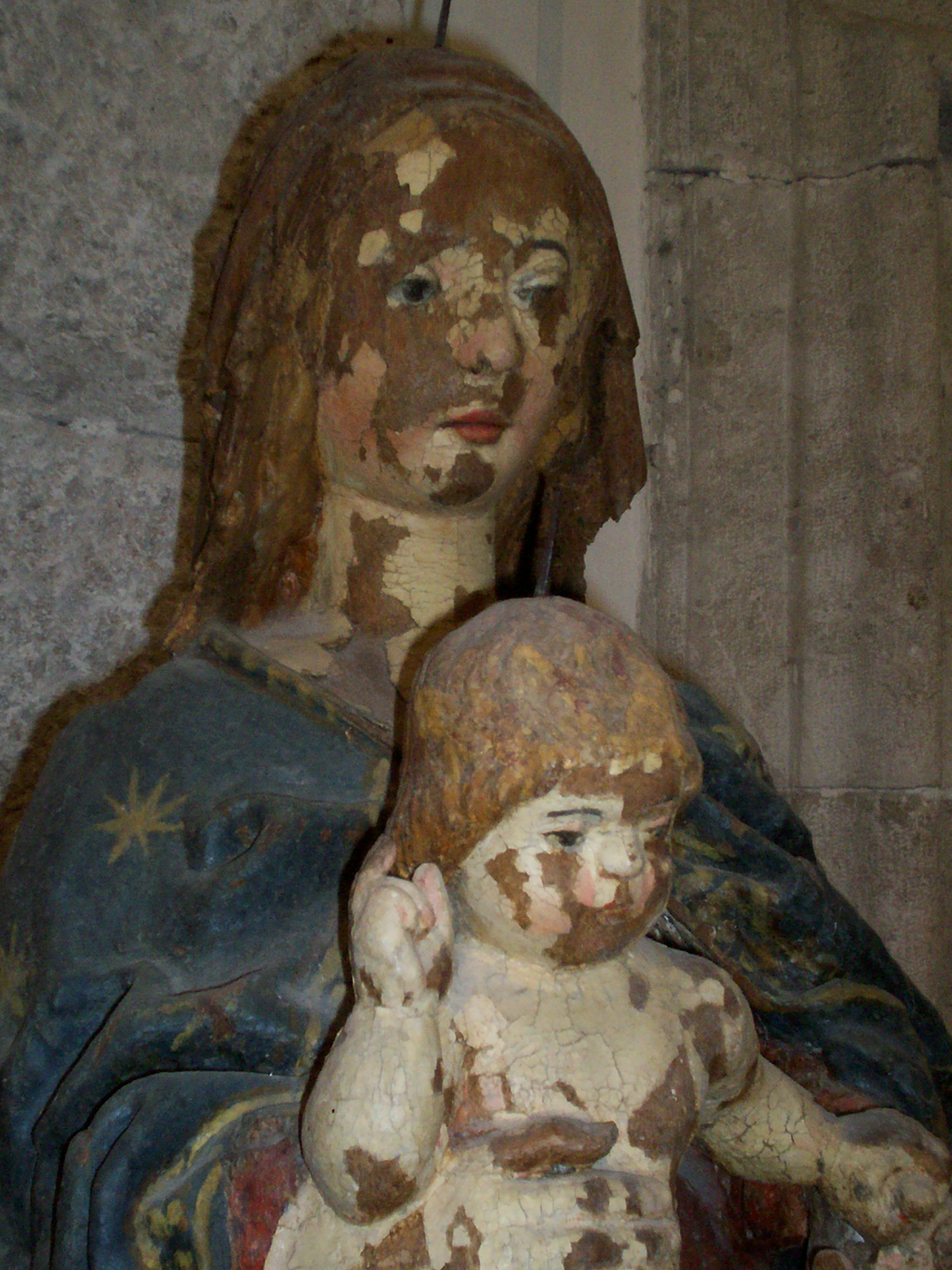
Particolare della scultura romanico-bizantina raffigurante la Madonna della Libera

A causa delle distruzioni dovute ai diversi terremoti susseguitisi nel tempo e alla carenza di fonti scritte non è possibile indicare quali fossero stati i primi luoghi di culto in età paleocristiana. È invece storicamente provato che con la conversione dei Longobardi al cattolicesimo la grotta della Morgia Sant'Angelo venne aperta al culto in onore di san Michele, loro protettore. La prima chiesa citata in un documento scritto è la Collegiata di San Martino di cui si ha notizia in un diploma dell'anno 972 dell'imperatore Ottone II di Sassonia che la confermava all'abate Gregorio di Santa Sofia in Benevento.
Con la ricostruzione del paese a seguito del terremoto del 5 giugno 1688, la riedificazione delle chiese in gran parte in siti diversi dai precedenti fu eseguita principalmente a spese delle diverse confraternite e di privati cittadini. Furono i mercanti di panni lana, singolarmente, a costruire le chiese di San Gennaro, di San Nicola e di San Giuseppe mentre le confraternite della Madonna di Costantinopoli (del ceto alto), di Sant'Antonio (del ceto medio) e di San Rocco (del ceto povero) edificarono i rispettivi luoghi di culto. Diversamente avvenne per la Collegiata di San Martino (costruita con il denaro della confraternita del Corpo di Cristo, dei feudatari Marino e Marzio Carafa e dell'Universitas) e per la Cattedrale, eretta con i fondi più volte richiesti ai Papi dai vescovi.
Al contrario di ciò che avvenne per la costruzione delle abitazioni, i cantieri delle strutture religiose durarono diversi decenni e si protrassero a volte sino alla metà del XVIII secolo. Tale lungaggine fu dovuta principalmente o alla carenza dei fondi (ad esempio per la Collegiata di San Martino) o alla priorità dell'opera edilizia data alle case ed agli opifici. Dalle macerie del sisma  del 1688 si salvarono poche opere artistiche come tre dipinti che erano ubicati nell'oratorio della confraternita della Madonna di Costantinopoli e una tela raffigurante l'Ecce Homo, datata al XV secolo ed indicata come il più antico dipinto oggi conservato nel paese. Fra le sculture venne recuperata una statua lignea romanico bizantina oggi sita nel museo civico di arte sacra. Nelle chiese di Cerreto Sannita gli stucchi sono molto simili perché eseguiti dalla stessa persona, mastro Giacomo Caldarisi, salvo alcuni rifacimenti postumi del Borrelli nella Collegiata e nella chiesa di san Gennaro. La tecnica di pittura ad affresco è quasi inesistente, sostituita invece dalla raffigurazione a tempera mentre in quasi tutte le architetture religiose sono presenti resti di pavimenti in maiolica cerretese settecentesca.
A Cerreto Sannita verso la metà del XVIII secolo sostò l'artista Francesco Celebrano che eseguì numerosi dipinti come la tela posta sull'altare maggiore della chiesa di sant'Antonio, alcune lunette nel Santuario Madonna delle Grazie e la decorazione a tempera di alcune sale di palazzo Ungaro. È conservata nel Tesoro della Cattedrale una tela raffigurante la Crocifissione ed attribuita a Luca Giordano.

## Chiese del centro storico
- Chiesa di Santa Maria di Costantinopoli
- Cattedrale di Cerreto Sannita
- Chiesa di Sant'Antonio
  - Confraternita della Madonna del Pianto
- Collegiata di San Martino

- Chiesa di Sant'Onofrio
- Chiesa di San Gennaro
- Chiesa di Santa Maria
- Ex monastero delle Clarisse
- Chiesa di San Giuseppe
- Chiesa di San Rocco

## Chiese fuori dal centro storico
- Santuario della Madonna delle Grazie
- Chiesa di Sant'Anna
- Chiesa della Madonna del Soccorso
- Chiesa della Madonna del Carmine
- Chiesa della Madonna della Libera
- Chiesa di San Giovanni
- Cappella della Santa Croce. La cappella della Santa Croce (o della Crocella) è un luogo di culto sito nella località cesine di sopra. L'attuale struttura a cielo aperto ed a forma di anfiteatro, circondata da ulivi, è stata edificata nel 1995 su terreno donato dalla famiglia Di Paola Raffaele di fronte all'antica croce eretta a seguito della venuta dei frati missionari agli inizi del XX secolo[7].
- Morgia Sant'Angelo

## Chiese non più esistenti

### Chiesa di Santa Maria dell'Annunciata o de Foresta
Era un edificio sacro immerso nel verde di monte Alto, a nord della chiesa della Madonna della Libera. Data la  lontananza dal centro abitato veniva spesso trascurata dalle visite pastorali. Una prima citazione del luogo sacro risale al 1595 mentre l'ultima al 1686. Nel 1601 l'Universitas donò 6 ducati per l'acquisto di una campana mentre nel 1605 la sig.ra Diodora Rao fece voto di recarvisi scalza. Vi era un unico altare con un dipinto avente in basso diversi stemmi fra cui quello del feudatario il quale godeva del diritto di patronato..

### Chiesa di San Nicola
Fu edificata nel mezzo dell'attuale abitato a seguito del terremoto del 1688 da Giovan Angelo Rosato, ricco commerciante di panni lana. Nel testamento del 1708, stilato il giorno stesso della morte, decise di donare alla chiesa 1400 ducati. Il suo cadavere fu posto temporaneamente nella Collegiata di San Martino in attesa che terminasse il cantiere dell'edificio.. La chiesa si ergeva  nell'attuale piazza Vincenzo Mazzacane. 
Fu abbattuta nel 1963 al fine di agevolare l'accesso al retrostante edificio scolastico. La decisione fu presa dal Consiglio comunale previo indennizzo economico versato alla diocesi.
Il dipinto che un tempo si trovava sull'altare fu trasferito nella sacrestia della Collegiata.

### Chiesa di San Paolo
Era un piccolo edificio sacro situato nelle vicinanze della chiesa di San Giovanni dato che sino a pochi decenni fa la località veniva chiamata ancora "San Giovanni e San Paolo". Era di patronato dei germani Fabio, Tommaso e Martino Giamei che la fondarono nel XVI secolo. Nel 1686 risultava avere un solo altare con un dipinto raffigurante la Madonna.

### Chiesa di San Sebastiano
Antica cappella rovinata agli inizi del XX secolo a causa del dissesto del terreno sulla strada che conduce al Santuario della Madonna delle Grazie. Citata per la prima volta nel 1616, fu subito restaurata a seguito dei danni riportati nel 1688. Nel 1650 dinanzi alla chiesa fu assassinato il diacono Francesco Magnati, colpevole di aver denunciato le prepotenze del feudatario. L'esterno aveva una facciata a capanna con un piccolo campanile nel mezzo.